# 龐晃
龐晃（532年—603年3月24日），西魏、北周、隋朝軍事人物，表字元显，榆林郡人，龐虬之子。
年轻时以良家子被刺史杜達召为州都督。宇文泰入关中，龐晃任大都督，率领宇文泰的亲兵。後转任驃騎将軍，受爵比陽侯。北周衛王宇文直驻守襄州，龐晃以本官跟随出镇襄州。后来跟随長湖公元定攻打南朝陳，孤軍深入被俘。数年後，衛王宇文直派龐晃之弟龐元儁带着絹800匹把他赎回，龐晃回到北周。受位上儀同，再次跟随衛王宇文直。
楊堅出任随州刺史，途中经过襄陽，衛王宇文直派龐晃前去问候楊堅。龐晃知道楊堅不是平凡人物，倾心结交。楊堅退任回到長安途中，龐晃在襄邑迎候楊堅。龐晃说：「楊公相貌非同常人，名应图谶。即位之日，请勿相忘」。楊堅笑答：「何故妄言」。一只雄雉在庭中鳴叫，楊堅让龐晃射它，龐晃说：「射中有賞，应到富貴之日，拿来作证验」。龐晃一箭射中，楊堅大笑道：「这是天意，龐公感动天意所以射中」。
北周武帝任命龐晃为常山郡太守，楊堅担任定州总管，常常往来。楊堅转任亳州总管，将要到任，楊堅内心很不高兴。龐晃说「燕代之地多精兵，现在起兵，天下可图」。楊堅认为还应该等待時機。龐晃转任車騎将軍。楊堅担任揚州总管，上奏请让龐晃与他同行。580年，楊堅担任北周丞相，龐晃進位開府儀同三司，随从楊堅。
581年，隋朝建立、龐晃加位上開府，担任右衛将軍，進爵为公。河間王楊弘攻打突厥，龐晃作为行軍总管随軍到达馬邑。以别路出军賀蘭山，击败突厥軍。
龐晃性格剛直，与广平王楊雄、高熲不合，二人多次诋毁龐晃。因此龐晃宿衛十余年，官位得不到進声。後来出任怀州刺史。596年五月，担任夏州总管，601年，转任原州总管。603年二月，在官任上去世，享年七十二岁。谥号敬。
其子龐長寿，官至驃騎将軍。

## 延伸阅读
[在维基数据编辑]
 《北史·卷075》，出自李延壽《北史》
 《隋書·卷50》，出自魏徵《隋书》